# أنطونيو تاغوبا
أنطونيو تاغوبا (بالإنجليزية: Antonio Taguba)‏ (و. 1950  م) هو ضابط تنفيذي ‏ أمريكي، ولد في مانيلا، ويحمل رتبة عسكرية فريق أول.